# Chiesa dei Santi Abbondio e Andrea
La chiesa dei Santi Abbondio e Andrea è un edificio religioso neoclassico costruito su una preesistente chiesa duecentesca a Sant'Abbondio (oggi nel territorio di Gambarogno).

## Storia
La chiesa fu menzionata per la prima volta nel 1264. Una nuova citazione nei documenti ufficiali risale al 1558, quando fu registrata la scissione della parrocchia di Vira Gambarogno e la contestuale fondazione di una nuova parrocchia con sede presso questo edificio. Nel 1852, però, la vecchia chiesa, dotata di due absidi, fu rasa al suolo per fare posto all'attuale struttura, il cui progetto fu firmato da Pietro Martella. Unica traccia dell'edificio precedente è il campanile, tuttora conservato. Neanche questo, però, risale al Basso Medioevo: il campanile, opera forse di Giovanni Beretta, fu costruito intorno al 1558. Nel XX secolo la chiesa fu restaurata una volta, nel 1974.

## Descrizione

### Esterni
La chiesa è dotata di pianta a croce greca sopra la quale si erge una grande cupola. I bracci laterali sono di dimensioni ridotte. Il coro è di forma semicircolare. 

### Interni
La decorazione più antica è un dipinto su tela di Francesco Lucchi che raffigura San Biagio tra Santo Stefano e San Lorenzo martire e si trova a destra dell'altare. Quest'ultimo, realizzato in marmi policromi alla fine del XVIII secolo, presenta una pala di gusto neoclassico con Sant'Abbondio con Sant'Antonio abate e Sant'Andrea e le anime purganti, nella quale si intravede un'ispirazione tratta dalla pittura popolare secentesca. Completano le decorazioni del corpo principale della chiesa alcune pitture realizzate nel 1914 da Pompeo Maino e un fonte battesimale il cui coperchio, in legno, è settecentesco. 
Degna di nota è anche la statua tardosecentesca della Madonna conservata in una cappella: dal corpo in legno partono braccia non fisse realizzate in cartapesta e stracci.